# Jan Hošek
Jan Hošek (Nýrsko, 1º aprile 1989) è un calciatore ceco, difensore del Bad Kötzting.

## Carriera

### Club
Cresciuto nello Slavia Praga, nel 2010 viene ceduto al Teplice per 200.000 euro.

## Palmarès

### Club

#### Competizioni nazionali
- Campionato ceco: 1

Slavia Praga: 2008-2009